# Giovanni Fraschina
Giovanni Fraschina (* 7. September 1750 in Bosco Luganese; † 26. März 1837 in Lugano) war ein Schweizer Kapuziner, Kapuzinergeneral und Titularerzbischof von Korinth.

## Leben
Giovanni Fraschina, Taufname Giacomo Antonio Gaetano, war ein Sohn des Giovanni Maria Antonio Fraschina aus Bosco Luganese und der Maria Innocente Folia. Er war Schüler am Kollegium der Somasker in Lugano, dann studierte er Philosophie im Kloster Monza und Theologie in Mailand. Als Fra Giovanni dal Bosco trat er in den Kapuzinerorden ein. Nach 1767 war er Lektor für die Schulen der Mailänder Kapuzinerprovinz und anschliessend Provinzial-Definitor.
Papst Pius VI. ernannte ihn 1793 zum Apostolischen Prediger, dann wurde er von Pius VII. als Prediger nach Rom berufen und zum Prüfer der gewählten Bischöfe bestimmt. Nach 1804 bat er um die Entlassung aus seinem Amt als Apostolischer Prediger, um sich ins Kloster Lugano zurückzuziehen. Am 26. März 1804 wurde er zum Titularerzbischof von Corinthus ernannt und zog sich sofort nach der Bischofsweihe, die ihm am 2. April 1804 Kardinal Antonio Despuig y Dameto unter Assistenz der Erzbischöfe Camillo Campanelli und Benedetto Fenaja CM spendete, nach Lugano zurück. 
Während über 30 Jahren wirkte er faktisch als Tessiner Bischof, weil ihm die Bischöfe von Como und Mailand die Befugnis über die Teile ihrer Bistümer im Kanton Tessin übertragen hatten.